# Bandyta (singel)
Bandyta – singel polskiego rapera Sobla, promujący album studyjny, zatytułowany Pułapka na motyle. Singel został wydany 29 marca 2021.
Nagranie otrzymało w Polsce status diamentowej płyty, przekraczając liczbę 250 tysięcy sprzedanych kopii.

## Geneza utworu i historia wydania
Utwór napisali i skomponowali Kamil Pisarski i Szymon Sobel.
Singel ukazał się w formacie digital download 29 marca 2021 w Polsce za pośrednictwem wytwórni płytowej Universal Music Polska. Kompozycja została umieszczona na debiutanckim albumie studyjnym Sobla – Pułapka na motyle.

## Teledysk
Do utworu powstał teledysk, który udostępniono 30 marca 2021 za pośrednictwem serwisu YouTube.

## Lista utworów
- Digital download[6]

1. „Bandyta” – 2:36

## Certyfikaty i sprzedaż
| Kraj          | Certyfikat       | Sprzedaż |
| ------------- | ---------------- | -------- |
| Polska (ZPAV) | diamentowa płyta | 250 000+ |